# Rattus foramineus
Rattus foramineus — один з видів гризунів роду пацюків (Rattus). Зараз таксон розглядається належним до Rattus bontanus.

## Поширення
Цей вид відомий тільки з південно-західного Сулавесі (Індонезія), зі схилів Гунунг Лампобатанг на 600-2,500 м, а також із сусідніх прибережних низовин близько до рівня моря. Мешкає в гірських і верхньогірських лісах, а також у лісі на нижчих висотах.

## Морфологічні особливості
Гризуни середнього розміру, завдовжки 100—205 мм, хвіст — 100—195 мм, стопа — 30 — 40 мм, вухо — 18 — 25 мм. Вага досягає 225 грамів.

## Загрози та охорона
Основна загроза, ймовірно, це обширна втрата середовища існування в регіоні, велика частина лісу нижче 1700 м була повністю зруйнована.